# Coelichneumon sassacus
Coelichneumon sassacus là một loài tò vò trong họ Ichneumonidae.